# Fator de crescimento do endotélio vascular

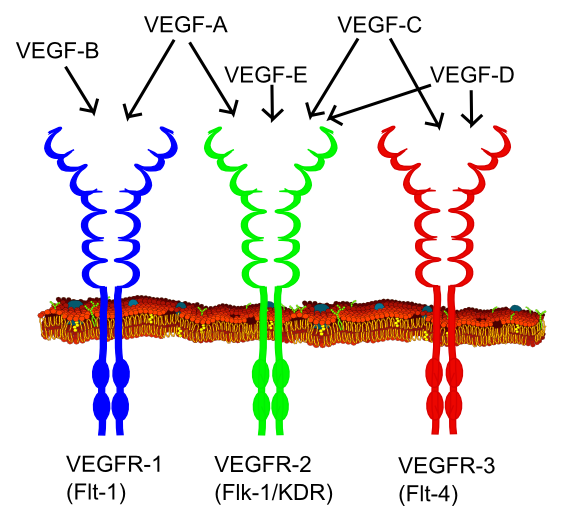
Na imagem, estão representados 3 tipos de fator de crescimento do endotélio vascular (FCEV).

Fator de Crescimento do Endotélio Vascular, ou FCEV, também conhecido como VEGF (do inglês, vascular endothelial growth fator), é uma proteína sinalizadora que intervém na gestação humana. A molécula está envolvida na regeneração muscular e tecidular e promove a angiogénese (crescimento de novos vasos sanguíneos a partir de vasos existentes).  O FCEV é um potente e seletivo fator mitogênico para o endotélio, produzindo uma rápida e completa resposta angiogénica, e um aumento da permeabilidade capilar (Boudreau e Myers, 2003; Jobim et al., 2008). Este fator encadeia os estímulos necessários para a proliferação das células do endotélio vascular, bem como pelas migrações destas para formação de tubos capilares que darão origem a vasos de maior calibre, de acordo com a necessidade de estímulos (Nicosia, 1998), um processo presente em todas as fases da vida e especialmente durante a formação do feto. Para haver crescimento de novos vasos sanguíneos, a angiogénese requer várias hormonas, proteínas e processos metabólicos.
Vários estudos recentes estabelecem uma ligação entre o FCEV e doenças cancerígenas. Estudos mostram que a proteína FCEV causa o crescimento acelerado e desordenado dos tumores, pois o crescimento de novos vasos sanguíneos causa a proliferação do cancro.[carece de fontes?] Outros estudos salientam que praticar exercício físico por mais de 6 meses aumenta a concentração de FCEV no organismo; o que explica o efeito do exercício físico no reforço e aumento de conexões neurais envolvidas na cognição, no humor e no controlo emocional.
Existem outras moléculas participantes na regulação positiva da angiogênese além do FCEV, entre elas o fator ácido de crescimento de fibroblastos (aFGF), FGF básico, fator de crescimento transformante alfa (TGF-α), TGF-β, fator de crescimento de hepatócitos (HGF), fator de necrose tumoral alfa (TNF-α), angiogenina, interleucinas 8 (IL-8) e as angiopoitinas (Ang-1 e Ang-2), fator de crescimento derivado de plaquetas (PDGF), derivado da glândula endócrina (EG-FCEV), leptina, prostaglandinas (Yancopoulos et al., 2000). A sinalização para o início da angiogênese ocorre por meio da ligação do FCEV a receptores específicos de atividade tirosina quinase, presentes na superfície das células endoteliais, e em células derivadas da medula óssea. Esses receptores são denominados: FCEVR-1, FCEVR-2, FCEVR-3 (Veikkola et al., 2000). 
A ativação do FCEV ocorre por vários estímulos, como a hipóxia ou isquemia, baixo pH, citocinas, fatores de crescimento, tamanho do tumor, oncogenes ativados, entre outros (Graça et al., 2004). Em situações de baixa tensão de oxigênio, há um aumento da quantidade de óxido nítrico circulante e, por conseguinte, ocorre uma vasodilatação periférica e bloqueio da degradação dos fatores. Sabe-se que o FCEV pertence a uma família de glicoproteínas diméricas que inclui o FCEV-A, FCEV-B, FCEV-C, FCEV-D, FCEV-E, FCEV-F e fator de crescimento de placenta (PIGF) (Senger et al., 1983; Veikkolaet al., 2000; Shibuya, 2001; Dvorak, 2002; Yamazaki et al., 2005). Verifica-se uma estrutura comum de oito resíduos de cisteína no domínio de homologia molecular do FCEV, em todos os seus derivados. Em particular, o FCEV-A, ou FCEV, é o fator mais bem estudado e compreendido (Roy et al., 2006).
Esta categoria contém páginas sobre biologia molecular.